# Holßeler Schule
Die ehemalige Holßeler Schule, An der Schule 5, westlich der St. Jacobuskirche, in der niedersächsischen Gemeinde Geestland, Ortsteil Holßel, im Landkreis Cuxhaven, stammt vom Anfang des 20. Jahrhunderts.
Aktuell (2024) wird sie als Heimathaus Holßeler Schule genutzt.
Das Gebäude steht unter Denkmalschutz (siehe auch Liste der Baudenkmale in Geestland).

## Geschichte
Das eingeschossige traufständige verputzte T-förmige Gebäude mit ziegelgedecktem Krüppelwalmdach, dem zweigeschossigen Mittelrisalit mit Satteldach und dem hinteren nördlichen Längsflügel mit Krüppelwalm und zweitem Eingang sowie mit Backsteinelementen und segmentbogigen ziegelgerahmten Öffnungen, wurde 1908 als zweiklassige Dorfschule mit Lehrerwohnung gebaut. Im Inneren ist sie weitgehend im Original erhalten.
Der Heimat- und Dorfverschönerungsverein Holßel hat hier seinen Sitz und führt kulturelle, soziale und freizeitliche Veranstaltungen durch.
Das Landesdenkmalamt befand u. a.: „… An seiner Erhaltung besteht aus ortsgeschichtlichen Gründen und wegen des straßen- und ortsbildprägenden Zeugniswerts ein öffentliches Interesse.“